# Чортковская городская община
Чортковская городская община (укр. Чортківська міська громада) — территориальная община в Чортковском районе Тернопольской области Украины.
Административный центр — город Чортков.
Население составляет 34945 человек. Площадь — 152,1 км².
В соответствии с распоряжением Кабинета Министров Украины от 12 июня 2020 года, в состав общины вошла территория Чортковского городского совета, а также, Беловского, Бычковского, Горишневыгнанского, Пастушевского, Росохачского и Скородинского сельских советов Чортковского района.

## Населённые пункты
В состав общины входят 1 город и 7 сёл:
- Город Чортков
- Беловский старостинский округ:
  - Белая
- Бычковский старостинский округ:
  - Бычковцы
- Горишневыгнанский старостинский округ:
  - Горишняя Выгнанка
  - Пастушье
  - Переходы
- Росохачский старостинский округ:
  - Росохач
- Скородинский старостинский округ:
  - Скородинцы